# 카키
카키(1994년 11월 25일 ~)는 대한민국의 가수다. 2019년 싱글 앨범 《BASS》로 데뷔했다.

## 방송
- 쇼미더머니 8 (2019)
- 쇼미더머니 9 (2020) - Top23
- 쇼미더머니 10 (2021) - Top14

## 음반
| 발매일 | 앨범                | 가수명 |
| ------ | ------------------- | ------ |
| 2019   | 《BASS》훗          | 카키   |
| 2020   | 《LAZY》            | 카키   |
| 2020   | 《THE SUMMER RUSH》 | 카키   |
| 2021   | 《LOST》            | 카키   |